# Liste der osmanischen Beys von Algier
Die Liste der osmanischen Beys von Algier enthält die namentliche Aufstellung der osmanischen Herrscher (Beys bzw. Deys) von Algier in der Zeit von 1671 bis 1830.
- Mohammed I., 1671–1682
- Hassan I., 1682–1683
- Hussain I., 1683–1689
- Schaban, 1689–1695
- Ahmad I.,1695–1698
- Hassan II., 1698–1700
- Mustafa I., 1700–1705
- Hussain II. Chodscha, 1705–1707
- Mohammed II. Bektasch, 1707–1710
- Ibrahim I., 1710
- Ali I., 1710–1718
- Mohammed III., 1718–1724
- Kurd Abdi, 1724–1732
- Ibrahim II., 1732–1745
- (Kuchuk) Ibrahim III., 1745–1748
- Mohammed IV., 1748–1754
- Ali II., 1754–1766
- Mohammed V., 1766–1791
- Hassan III., 1791–1798
- Mustafa II., 1798–1805
- Ahmad II., 1805–1808
- Ali III. ar Rasul, 1808–1809
- Ali IV., 1809–1815
- Mohammed VI., 1815
- Umar, 1815–1817
- Hussain III., 1817–1830

1830 französische Eroberung